# Rakaia stewartiensis
Rakaia stewartiensis är en spindeldjursart som beskrevs av Forster 1948. Rakaia stewartiensis ingår i släktet Rakaia och familjen Pettalidae. Inga underarter finns listade i Catalogue of Life.